# نیروهای مسلح ایتالیا
نیروهای مسلح ایتالیا (به ایتالیایی: Forze armate italiane) شامل ارتش ایتالیا، نیروی دریایی ایتالیا و نیروی هوایی ایتالیا می‌شود. همچنین شاخه چهارمی از نیروهای مسلح موسوم به کارابینیری وجود دارد که به‌عنوان پلیس نظامی این کشور فعالیت می‌کند و همچنین به‌عنوان یک نیروی جنگی در ماموریت‌ها و عملیات‌های برون مرزی نیز شرکت می‌کند.

## تجهیزات ایتالیا
این فهرست فقد بخش کوچکی از  تفنگ های ایتالیا است و بخش بزرگتر در روز های جاری به وجود می آید.

| تصویر | نام             | کشور سازنده | به خدمت گرفته شده |
| ----- | --------------- | ----------- | ----------------- |
|       | Beretta ARX160  | ایتالیا     | ۲۰۰۸              |
|       | Beretta AR70/90 | ایتالیا     | ۱۹۹۰              |
|       | Beretta BM59    | ایتالیا     | ۱۹۵۰ تا ۱۹۹۰      |
|       | Franchi LF-58   | ایتالیا     | ۱۹۵۰تا۱۹۶۰        |

نیروی هوایی
| تصویر | نام              | کشور سازنده                    | سال ساخت   | وضعیت خدمت  |
| ----- | ---------------- | ------------------------------ | ---------- | ----------- |
|       | یوروفایتر تایفون | انگلستان،آلمان،ایتالیا،اسپانیا | ۲۰۰۳-اکنون | در حال خدمت |
|       | اف-35 لایتنینگ   | ایالات متحده آمریکا            | ۲۰۱۵-اکنون | در حال خدمت |